# Гупта царство
Гупта царство је било једно од највећих политичких и војних царстава античке Индије центрирано у краљевству Магада. Династија Гупта је владала од 240. до 550. већином северне Индије, делом Пакистана и Бангладешом. У свом зениту, од приближно 319. до 550. године, ово царство је покривало највећи део Индијског потконтинента. Време Гупта царства сматра се индијским „златним раздобљем” у науци, математици, астрономији, религији и филозофији, мада је ова карактеризација била и оспрована. Владајућу династију царства је основао краљ Сри Гупта; најзначајнији владари династије су били Чандрагупта , Самудрагупта, и Чандрагупта . Санскрити песник Калидаса из 5. века придаје заслуге династији Гупта за освајање око двадесет једног краљевства, како у Индији, тако и изван ње, укључујући краљевства Сака, Хуна, Камбоџи, племена лоцираних на западу и истоку долине реке Аму Дарје, Кинаре, Кирате, и друге.
Врхунац овог периода су велики културни напреци који су се одвили током владавине Чандрагупте II. Сви књижевни извори, као што су Махабарата и Рамајана, били су канонизовани током овог периода. Гупта период је произвео научнике као што су Калидаса, Арјабата, Варахамихира, Вишну Шарма и Ватсјајана, који су учинили мноштво напредака у многим академским пољима. У Индији тог доба је дошло до изума декадног система, укључујући концепта нуле. У време свог највећег успона, Гупта царство је било модел класичне цивилизације заједно са династијом Хан, Танг и античким Римом. Научна и политичка администрација су досегле нове успоне током Гупта ере. Овај период је довео до достигнућа у архитектури, скулптури и сликарству који „постављају стандарде облика и укуса [који] одређују читав наредни ток уметности, не само у Индији, већ и далеко изван њених граница”. Снажне трговинске везе такође су учиниле регион значајним културним центром и успоставиле га базом која би утицала на оближња царства и регионе у Бурми, Шри Ланци, и Југоисточној Азији. Сматра се да су Пурани, ране дуге поеме о мноштву тема, претворене у писане текстове током овог периода.
Царство је на крају пресахнуло услед мноштва фактора, као што су знатни губици територија и империјалног ауторитета проузрокованих унутрашњим феудалним размирицама, као и инвазија Хуна (Кидарита и Алчонских Хуна) из средње Азије. Након колапса Гупта царства у 6. веку, Индијом су поново владала бројна регионална краљевства. Мали део клана Гупта је наставио владавину над Магадом након дезинтеграције царства. Њих је касније срушио са трона харшки владар Вардана, који је успоставио своје царство у првој половина 7. века.

## Успон Гупти
Најприхватљивија теорија о Гуптама је да је њихово порекло из Бенгала. Почетком 4. века Гупте су владале малим хинду краљевством у Магади у данашњем Утар Прадешу. Гупте су владале Индијом северно од Виндија планина у 4. и 5. веку. Иако нису имали тако огромно царство, какво је било Мауријско царство, раздобље Гупти је оставило дубоки културни траг не само на индијском потконтиненту, него и код суседних азијских култура. Владари Гупти су били велики освајачи и добри администратори. Књижевност на санскриту досегло је врхунац током Гупта раздобља. И будистичка књижевност се почиње појављивати на санскриту. Из тога периода је већина Аџанта пећина. Књиге из медицине, ветерине, математике, астрономије и астрофизике су биле писане у томе периоду. Прекоморска трговина је цветала, хиндуистичка и будистичка митологија и архитектура се раширила заједно са религијом на Бурму, Камбоџу, Тајланд, Индонезију и друге земље.
То раздобље се сматра златним раздобљем индијске културе. Зидно сликарство Аџанта пећина на централном Декану сматрају се најснажнијим изразом индијске уметности. Слике у пећинама представљају различите животе Буде, али представљају и најбољи извор информација о свакодневном животу у Индији у то време.
Гупте су успоставиле снажну централну власт са одређеним степеном локалне контроле. У складу са хиндуистичким веровањима друштво је било изразито класно, засновано на систему каста. Гупта царство је почело пропадати због лоших владара и серије инвазија. Инвазија Белих Хуна је допринела пропасти царства. Међутим многа интелектуална и културна достигнућа сачувана су и прослеђена другим културама.

## Главни Гупта владари

### Чандрагупта
Гатокача (око 280—319) је имао сина Чандрагупту (не сме се помешати са Чандрагуптом Маурјом, оснивачем Мауријског царства). Чандрагупта је женидбом као мираз добио краљевство Магаду. Главни град Магаде је био Паталипутра (данашња Патна). Чандрагупта је раширио царство до 320. од реке Ганг до Прајаге (данашњег Алахабада).

### Самудрагупта
Самудрагупта је од 335. до 380. проширио Гупта царство освојивши око 20 краљевина. Царство Гупта је тада било од Хималаја до реке Нармада и од Брахмапутре до Јамуне. Није био само освајач, него и мецена за уметност и књижевност. Био је хиндуиста, а највише је веровао у хиндуско божанство Вишну. Био је толерантан и према другим религијама, па је дозволио будистичком краљу Шри Ланке да сагради манастир у Бод Гаји.
Наслеђује га син Рамагупта, који је био заробљен од Кшатрапаса, па га наслеђује Рамагуптин брат Чандрагупта II.

### Чандрагупта II
Чандрагупта II је владао је до 413. године. Удајом ћерке за краља Вакатака на Декану добио је моћног савезника. Чандрагупта II је ширио краљевство на западу побеђујући неколико противника. Његово краљевство се простирало од једне до друге обале. Раздобље његове власти карактерише значајна хинду уметност, књижевност, култура и наука. Гупте су подржавале и будистичку културу.

### Скандагупта
Скандагупта се сматра последњим од великих владара. Био је суочен са инвазијом Белих Хуна познатих као Хефталити. Успешно је одбио напад Хуна 455. године. Међутим трошкови рата су исцрпли царство и допринели су његовом пропадању.

## Војна организација
Гупте су се највише ослањале на стрелце пешадинце. Дугачка бамбусова стрела би носила металну главу. Индијска дуга стрела је била моћно оружје великог досега и продорности. Била је ефикасно средство против коњаника са стрелама. Гвоздена стрела је могла пробијати и дебљи оклоп. Стрелце би обично штитила пешадија са штитовима и копљима. Гупте су такође имале знање о опсадним справама, катапултима и другим софистицираним ратним оружјима. Гупте су располагале и морнарицом.

## Инвазија Хуна и крај царства
Хунски краљ Торамана се пробио кроз одбрамбени појас Гупта царства на северозападу током 480-их година. Хуни су успели да прегазе добар део Гупта царства до 500. године. Царство се распало под нападима Хуна. Хунски вођа Торамана и његов наследник Михиракул освојили су неколико провинција царства, укључујући Малву, Гуџарат и Танесар. Иако се смањила моћ Гупти, успевали су да се опиру Хунима. Уз помоћ независних краљевстава истерали су Хуне из већине северне Индије до 530-их година. Задњи владар из династије Гупта владао је од 540. до 550. године.

## Религија
Гупте су традиционално били хиндуистичка династија. Они су били ортодоксни Хиндуси, али нису наметали своја веровања на остатак популације, него су исто тако подржавали будизам и ђаинизам. Санчи је задржао свој статус важног будистичког центра. Сматра се да је Кумарагупта  (c. 414 – c. 455) основао манастир Наланда.
Постоје индикације да су неки од каснијих владара преферирали будизам. Нарасимагупта (c. 495-?), према савременом писцу Парамарти, био је одгајен под утицајем махајанског филозофа, Васубанда. Он је изградио сангараму (храм) код Наланде, као и 300 ft (91 m) високу вихару са Будином бистом, која је према Сјуенцангу, подсећала на „велику вихару начињену испод Боди дрвета”. Према Манџушримулакалпи (c. 800), краљ Нарасимагупта је постао будистички монарх, и напустио је свет путем медитације (мотрења). Кинески монарх Сјуенцанг је исто тако напоменуо да је син Нарасимагупте Баладитје, Ваџра, који је такође изградио сангараму, „поседовао срце дубоко предано вери”.‍:45

## Гупта администрација
Изучавања епиграфичких записа Гупта царства показују да је постојала хијерархија административне поделе од врха до дна. Царство је називано различитим именима као што су Раџја, Раштра, Деша, Мандала, Притви и Авани. Оно је било подељено у 26 провинција, које су биле обликоване као букти, прадеша и бога. Провинције су даље биле подељене у вишаје и стављене под управу вишајапатија. Они су руководили вишајама уз помоћ адикарана (већа представника), која су се састојала од четири представника: нагарасрешести, сартаваха, пратамакулике и пратама кајаста. Део вишаја се звао вити. Постојале су трговачке везе гуптанских трговаца са Римским царством.

## Наслеђе Гупта царства
Међу научницима овог периода су Варахамихира и Арјабата, за које се сматра да су били први који су изумели концепт нуле, постулирали теорију према којој се Земља окреће око Сунца, и студирали соларна и лунарна помрачења. Калидаса, велики драмски писац, који је написао драме као што је Шакунтала, и представља врхунац санскритске литературе исто тако припада овом периоду. Махариши Сушрута, што је санскритска редакција текста о свим главним концептима ајурведске медицине са иновативним поглављима о хирургији, потиче из гуптанског периода.
Сматра се да је шах потекао из овог периода, при чему је његова рана форма у 6. веку била позната као caturaṅga, што у преводу значи „четири одсека [војске]” – пешадија, коњица, бојни слонови, и кочије – представљена фигурама које ће еволуирати у модерне пиуне, скакаче, ловце, и топове. Лекари су исто тако изумели неколико медицинских инструмената, и чак изводили операције. Индијски бројеви који су били први позициони децимални бројевни системи на свету потичу из гуптанске Индије. Древни гуптански текст Кама сутра индијског научника Ватсјајана широко је прихваћен као стандардни рад о људском сексуалном понашању у санскритској литератури.
Арјабата, запажени математичар-астроном гуптанског периода сматрао је да је Земља округла и да ротира око своје осе. Он је исто тако открио да Месец и планете сијају путем рефлексије сунчеве светлости. Уместо преовлађујуће космогоније према којој су помрачења била узрокована псеудо-планетарним чворовима Раху и Кету, он је објаснио помрачења у смислу сенки небеских тела које падају на Земљу.

## Уметности и архитектура
Гуптански период се генерално сматра класичним врхунцем северне индијске уметности у свим већим религиозним групама. Иако је сликарство било широко распрострањено, преостали радови су скоро искључиво верске скулптуре. У овом периоду је дошло до појаве иконично уклесаних божанства у хиндуистичкој уметности, као и Будиних фигуре и статуа ђаинистичких тиртанкара, при чему су ове потоње често веома великих димензија. Два велика скулптурна центра су Матура и Гандара, од којих је овај познији центар грчко-будистичке уметности. Из ова два центра су се скулптуре шириле у друге делове северне Индије. За разлику од претходног Кушанског царства није било уметничких приказа монарха, чак ни на врло фином гуптанском кованом новцу, са изузетком неких кованица из Западних сатрапа, или оног израђеног под њиховим утицајем.
Најпознатији преостали монументи у ширем гуптанском стилу, пећине код Аџанте, Елефанта, и Елоре (респективно будички, хиндуистички и мешовити укључујући ђаинистичке) били су заправо направљени под каснијим династијама, али примарно одражавају монументалност и баланс гуптанског стила. Аџанте садржи далеко најзначајније преживеле слике из тог и суседних периода, на којима је уочљива зрела форма која је вероватно имала дуг развојни период, углавном у виду израда слика у палатама. Хиндуске Удајагири пећине заправо бележи везе са династијом и њеним министрима, а Дашаватара храм у Деогарху је главни храм, један од најранијих очуваних, са важним скулптурама.
- Вишну се наслања се на змију Шешу (Ананта), Дашаватара храм из 5. века
- Буда из Сарната, 5–6. век
- Колосални тримурти у Елефантским пећинама
- У стени уклесани храмови код Елоре
- Слика из Падмапани пећине 1 код Аџанте